# زبان عرفان
زبان عرفان کتابی از علیرضا فولادی است که در سال ۱۳۸۷ منتشر و در مراسم کتاب سال جمهوری اسلامی ایران به‌عنوان کتاب برگزیده معرفی شد.